# Emek Hefer (Consiliu regional)
Consiliul regional Valea Hefer (în ebraică מועצה אזורית עמק חפר, Mo'atza Azorit Emek Hefer) este un consiliu regional din Valea Hefer, diviziune administrativă din Districtul Central  al Israelului, în nordul câmpiei Sharon, în Câmpia Litoralului mediteranean. Valea Hefer a fost numită așa în secolul al XX-lea după un district administrativ  (netzivut) din timpul regelui Solomon
El cuprinde 43 așezări între orașele Hadera la nord și Netanya la sud.
A fost întemeiat în 1940 în timpul mandatului britanic în Palestina.  
Suprafața lui este de 130 kmp, iar populația lui - peste 43.000 locuitori.  
"Consiliul" acoperă o zonă adiacentă subdistrictului Hadera în nord, orașului Netanya în sud, Mediteranei în vest și orașului palestinian Tulkarm și Liniei Verzi în est. 
Consiliul Regional Emek Hefer este singurul dintre Consiliile regionale din Israel care se întinde de la Linia verde până la litoralul Mediteranei.  
Birourile Consiliului regional sunt situate în apropiere de Kfar Monash, la intersecția Ruppin, lângă Centrul Academic Ruppin.

## Istoric

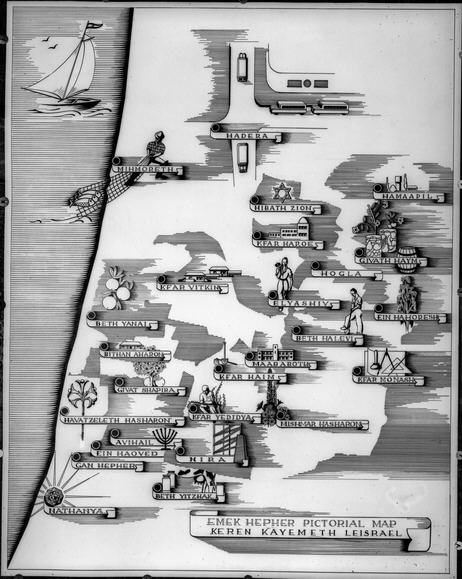
Emek Hefer 1947

La începutul anilor 1900, o moașă locală, Olga Hankin, a raportat informații despre starea economică a familiilor din regiune soțului ei, Yehoshua Hankin, care se ocupa de achiziționarea de terenuri pentru Fondul Național Evreiesc „Keren Kayemet”. În 1927 Yehoshua Hankin a rezolvat problemele juridice complexe implicate în achiziționarea terenului și a semnat un acord pentru achiziționarea Văii Hefer.
Avocatul și politicianul naționalist local Awni Abd Al Hadi, care l-a ajutat pe Hankin în această afacere, inclusiv la evacuarea țăranilor locali și la despăgubirea lor, a apelat, în același timp, la Înaltul Comisar britanic al Palestinei pentru a obține interzicerea vânzărilor de pământuri evreilor.    
Președintele fondului Keren Kayemet, Menachem Ussishkin, într-o călătorie de strângere de fonduri în Winnipeg, Canada a obținut 300.000 de dolari și promisiunea de a atinge un milion, suma necesară pentru a cumpăra Valea Hefer pe o perioadă de șapte ani. La Congresul sionist care a avut loc la Zürich în 1929, Ussishkin a anunțat cu mândrie că Emek Hefer se afla de acum în posesia evreilor.
Un grup de 20 de tineri membri ai mișcărilor „Vitkin” și „Haemek” („Valea”) s-au stabilit pe pământurile recent achiziționate. Ei s-au mutat în niște clădiri abandonate, mai ales in fosta vila a moșierului arab libanez Antoine Bishara Tayan care a vândut terenurile, și au început să dreneze mlaștinile și să pregătească terenul pentru agricultură.
În aprilie 1933, ei și-au construit primele case la Kfar Vitkin, în inima văii. În 1931, un grup din mișcarea Hashomer Hatzair din Hadera a înființat așezarea Ein HaHoresh, plantând prima livadă de citrice.
O companie numită „Yachin” a pregătit plantații pentru repatrianții veniți din străinătate. Un alt grup din mișcarea kibuțiană Hakibutz Hameuhad, a fondat în 1932 localitatea Givat Haim  în timp ce organizația soldaților demobilizați din Brigada evreiască a înființat mai târziu așezarea Avihayil.
Centrul Academic Ruppin a fost înființat în regiune în 1949.

## Demografie
La sfârșitul lui octombrie 21024 s-a estimat în Emek Hefer un număr de 42.515 locuitori (locul 54 le lista autoritătilor locale din Israel) israeliene). În 2021-2022 Procentul liceenilor cu dreptul la diploma de bacaluareat a fost de 83.1%. Salariul mediu al salariaților a fost în 2021 de 15.073 shekeli noi.

Harta Consiliului Regional Emek Hefer

## Localitățile

### Kibuțuri
| - Bahan - Ein HaHoresh - Givat Haim (Ihud) - Givat Haim (Meuhad) - HaMa'apil - HaOgen - Ma'abarot - Mishmar HaSharon - Yad Hana |

### Moșavuri
| - Ahituv - Avihayil - Beerotayim - Beit HaLevi - Beit Herut - Beit Yanai - Beit Yitzhak-Shaar Hefer | - Beitan Aharon - Burgata - Eliashiv - Elyakhin - Gan Yoshiya - Geulei Teiman - Givat Shapira - Hadar Am | - Haniel - Havatzelet HaSharon - Herev Le'et - Hibat Tzion - Hogla - Kfar Haim - Kfar Haroeh | - Kfar Monash - Kfar Vitkin - Kfar Yedidia - Mikhmoret - Olesh - Ometz |

### Așezări comunitare
| - Bat Hen - Bat Hefer | - Beit Hazon - Hofit | - Shoshanat HaAmakim - Tzukei Yam |

### Sate de tineret
- Hadassah Neurim
- Mevo'ot Yam

## Orașe și regiuni înfrățite
- Siegen-Wittgenstein, Landul Nordrhein-Westfalen Germania - mai 1973
- Heilongjiang, China - 2012
- Tubarão, Brazilia
- Beit Jan, Israel